# Prudential Regulation Authority
Die Prudential Regulation Authority (PRA) ist eine britische Aufsichtsbehörde für Finanzdienstleistungen, die als eine der Nachfolgerinnen der Financial Services Authority (FSA) gegründet wurde.
Die PRA wurde durch den Financial Services Act 2012 zusammen mit der Financial Conduct Authority geschaffen und nahm am 1. April 2013 offiziell ihre Tätigkeit auf.
Die Behörde ist für die aufsichtsrechtliche Regulierung und Überwachung von Banken, Bausparkassen, Kreditgenossenschaften, Versicherern und großen Wertpapierfirmen zuständig. Sie legt Standards fest und beaufsichtigt die Finanzinstitute auf der Ebene der einzelnen Unternehmen.
Obwohl die PRA ursprünglich als Gesellschaft mit beschränkter Haftung strukturiert war, die sich zu 100 % im Besitz der Bank of England befand, wurden die Aufgaben der PRA inzwischen von der Bank übernommen und werden vom Prudential Regulation Committee wahrgenommen. Das Unternehmen wurde inzwischen aufgelöst. Da die Bank of England operativ unabhängig von der Regierung des Vereinigten Königreichs ist, handelt es sich bei der PRA um eine quasi-staatliche Aufsichtsbehörde und nicht um Behörde unter der direkten Kontrolle der Regierung.